# Trinchesia albocrusta
Trinchesia albocrusta is een slakkensoort uit de familie van de Trinchesiidae. De wetenschappelijke naam van de soort is, als Cratena albocrusta, voor het eerst geldig gepubliceerd in 1966 door MacFarland.